# Комбінаторна геометрія
Комбінаторна або дискретна геометрія — розділ геометрії, в якому вивчаються комбінаторні властивості геометричних об'єктів та пов'язані з ними конструкції. У комбінаторній геометрії розглядають скінченні і нескінченні дискретні множини або структури базових однотипних геометричних об'єктів (точок, прямих, кіл, многокутників, тіл з однаковим діаметром, цілочисельних ґраток тощо) і ставлять питання, пов'язані з властивостями різних геометричних конструкцій з цих об'єктів або на цих структурах. Проблеми комбінаторної геометрії простягаються від конкретних «предметно»-комбінаторних питань (хоча і не завжди з простими відповідями) — замощення, пакування кіл на площині, формула Піка — до питань загальних і глибоких — гіпотеза Борсука, проблема Нельсона — Ердеша — Гадвігера.

## Історія
Хоча многогранники, замощення і пакування куль досліджувалися ще Кеплером і Коші, сучасна комбінаторна геометрія почала формуватися в кінці 19-го століття. Одними з перших завдань були: щільність пакування кіл Акселя Туе, проективна конфігурація Штайніца, геометрія чисел Мінковського і проблема чотирьох фарб Френсіса Гатрі).

## Приклади задач
Уявлення про діапазон задач комбінаторної геометрії дають такі приклади.
- Лема Віталі про покриття — комбінаторний геометричний результат. Широко використовується в теорії міри.

- Задача про можливі і найщільніші пакування кіл на площині і куль у просторі. Найщільніші пакування кіл і куль видаються очевидними. Але повне математичне доведення для кіл було отримано тільки в 1940 році[1]. Для куль комп'ютерне доведення гіпотези Кеплера з'явилося через 400 років у 1998 році в роботі математика Томаса Хейлса[en].

Вісім точок в загальному положенні, для яких немає опуклого п'ятикутника

- Задача зі щасливим кінцем стверджує, що в будь-якій достатньо великій множині точок у загальному положенні на площині можна знайти {\displaystyle n}точок, які є вершинами опуклого многокутника. Гіпотезу Ердеша — Секереша про найменше число точок, які обов'язково містять опуклий {\displaystyle n}-кутник, на сьогодні не доведено. Дана задача є також завданням теорії Рамсея.

- Теорема Мінковського про опукле тіло. Нехай {\displaystyle S} — замкнуте опукле тіло, симетричне відносно початку координат {\displaystyle O} {\displaystyle n}-вимірного евклідового простору, що має об'єм {\displaystyle \geq 2^{n}}. Тоді в {\displaystyle S} знайдеться цілочисельна точка, відмінна від {\displaystyle O}. Ця теорема поклала початок геометрії чисел.

- Гіпотеза Борсука стверджує, що будь-яке тіло діаметра {\displaystyle d} в {\displaystyle n}-вимірному евклідовому просторі можна розбити на {\displaystyle n+1} частину так, що діаметр кожної частини буде меншим, ніж {\displaystyle d}. Цю гіпотезу було доведено для розмірностей {\displaystyle 2} і {\displaystyle 3}, але спростовано для просторів більшої розмірності. За відомою сьогодні оцінкою вона не правильна для просторів розмірності 64 і більше[2].

- Задача Данцера — Ґрюнбаума полягає в пошуку скінченної множини з якомога більшої кількості точок у багатовимірному просторі, між якими можна побудувати тільки гострі кути.